# Villino Pignatelli
Il villino Pignatelli è un edificio di Roma situato all'angolo tra via Boncompagni e via Piemonte, nel rione R. XVII Sallustiano.
Fu progettato nel 1898 dall'architetto Giuseppe Mariani (1863 - 1932) per il duca Giuseppe Di Terranova Pignatelli (1860 - 1938), che lo utilizzò come sua residenza romana quando fu eletto prima deputato poi senatore del Regno d'Italia.

## Descrizione
Il corpo principale dell'edificio, in forma di parallelepipedo a tre piani fuori terra più seminterrato e torretta, è posto all'incrocio delle due vie. Su via Piemonte è posta la dépendance, di altezza più contenuta, e collegata al corpo principale da un braccio (un piano fuori terra più seminterrato) coronato da una balaustra dietro la quale si apre un'ampia terrazza. Su via Boncompagni è situato l'ingresso monumentale, ospitato in un corpo separato di altezza più ridotta.
Da un punto di vista stilistico, l'edificio si propone come una rivisitazione del Rinascimento fiorentino, seppur con elementi più poveri quali il finto bugnato fino al primo piano, elementi decorativi in stucco anziché in pietra serena o pietra forte, uso contenuto del ferro battuto quale elemento decorativo del portale d'ingresso.